# Elecciones estatales de Tamaulipas de 1992
Las Elecciones estatales de Tamaulipas de 1992 se llevaron a cabo el domingo 8 de noviembre de 1992 y en ellas se renovaron los siguientes cargos de elección popular en el estado mexicano de Tamaulipas:
- Gobernador de Tamaulipas. Titular del poder ejecutivo del estado, electo para un periodo de seis años no reelegibles en ningún caso. El candidato electo fue Manuel Cavazos Lerma.
- 43 ayuntamientos. Compuestos por un presidente municipal y regidores, electos para un periodo de tres años no reelegibles para el periodo inmediato.
- 26 diputados al Congreso del Estado. Electos por mayoría relativa de cada uno de los distritos electorales y 7 de representación proporcional.

## Resultados electorales

### Gobernador
|  | 63.37 % |

|  | 24.62 % |

|  | 5.68 % |

|  | 1.00 % |

|  | 0.75 % |

|  | 0.00 % |

|  | 4.55 % |

|  | 100.00 % |

### Ayuntamientos
| Partido | Partido                              | Municipios |
| ------- | ------------------------------------ | ---------- |
|         | Partido Revolucionario Institucional | 40         |
|         | Partido Acción Nacional              | 2          |
|         | Partido de la Revolución Democrática | 1          |

| Municipio          | Partido | Alcalde (1993-1995)              |
| ------------------ | ------- | -------------------------------- |
| Abasolo            |         | Lucio Juvenal Ramírez            |
| Aldama             |         | Leopoldo Montalvo de Leija       |
| Altamira           |         | Delia Calles Badillo             |
| Antiguo Morelos    |         | Alberto Rostro Armendáriz        |
| Burgos             |         | Emiliano Galván de León          |
| Bustamante         |         | Juan Verber Nava                 |
| Camargo            |         | Raul Sáenz Ramírez               |
| Casas              |         | Benjamin Hernández Avalos        |
| Ciudad Madero      |         | Alfredo Pliego Aldana            |
| Cruillas           |         | José Felipe García García        |
| Gómez Farías       |         | Esperanza Balderas Morales       |
| González           |         | Juan Manuel González Astorga     |
| Güémez             |         | Julián Arredondo Pérez           |
| Guerrero           |         | Rafael Contreras Gutiérrez       |
| Gustavo Díaz Ordaz |         | José Guadalupe Chapa Gutiérrez   |
| Hidalgo            |         | David Zúñiga Saldierna           |
| Jaumave            |         | Miguel Angel Setien Ruiz         |
| Jiménez            |         | Fernando Cantú Caballero         |
| Llera              |         | Juan Emilio Castro Soto          |
| Mainero            |         | Juan José Ramos Gauna            |
| Mante              |         | Javier Villarreal Salazar        |
| Matamoros          |         | Tomás Jesús Yarrington Ruvalcaba |
| Méndez             |         | Noé Obregón Palacios             |
| Mier               |         | Enrique Maldonado Quintanilla    |
| Miguel Alemán      |         | Jesús Amando Sáenz Barrera       |
| Miquihuana         |         | Francisco Alejos Becerra         |
| Nuevo Laredo       |         | Horacio Emigdio Garza Garza      |
| Nuevo Morelos      |         | Eugenio Barbosa Becerra          |
| Ocampo             |         | Vicente Guerrero Vázquez         |
| Padilla            |         | Arsenio Rodríguez Castillo       |
| Palmillas          |         | Germán Villanueva Sifuentes      |
| Reynosa            |         | Rigoberto Armando Garza Cantú    |
| Río Bravo          |         | Juan Antonio Guajardo Anzaldúa   |
| San Carlos         |         | Guadalupe Hernández Narváez      |
| San Fernando       |         | Rosalinda Banda Gómez            |
| San Nicolás        |         | Francisco Javier González Zúñiga |
| Soto la Marina     |         | Leonardo Barrientos Garza        |
| Tampico            |         | Fernando Azcarraga López         |
| Tula               |         | Guadalupe Govea Espinoza         |
| Valle Hermoso      |         | Carlos Javier Elizondo Salinas   |
| Victoria           |         | Gustavo Cárdenas Gutiérrez       |
| Villagrán          |         | Omar Martínez Marín              |
| Xicoténcatl        |         | José Isidro Gutiérrez Perales    |

### Diputados al Congreso
| Partido                                   | Partido | Mayoría relativa | Proporcional | Total |
| ----------------------------------------- | ------- | ---------------- | ------------ | ----- |
|                                           | PRI     | 18               | 2            | 20    |
|                                           | PAN     | 1                | 2            | 3     |
|                                           | PARM    | 0                | 1            | 1     |
|                                           | PRD     | 0                | 1            | 1     |
|                                           | PFCRN   | 0                | 1            | 1     |
| Fuente: Congreso del Estado de Tamaulipas |         |                  |              |       |